# Elida Tessler
Elida Tessler (Porto Alegre, 1961) é artista, professora na Universidade Federal do Rio Grande do Sul - UFRGS. Seu trabalho gira ao redor de relações entre literatura e artes visuais, assim como traça articulações entre a palavra escrita e a imagem visual.
Ao lado de Jailton Moreira, fundou o Torreão, espaço de arte contemporânea em Porto Alegre, que funcionou entre 1993 a 2009. Em entrevista a artista afirma que "o Torreão nasce efetivamente como um espaço de convivência, aberto para o público, com atividades relacionadas à pesquisa em artes visuais, ao ensino, à orientação de projetos artísticos e a intervenções de artistas no conhecido espaço da torre, isto é, uma sala de 4 x 4m nos altos da casa, com 12 janelas e suas outras características arquitetônicas singulares que tanto estimularam os artistas em suas intervenções. Nos 16 anos de intensa atividade, tivemos a participação de 89 artistas, de diferentes gerações e origens, cada um imprimindo a sua versão para o mesmo espaço".
Tressler coordena o grupo .p.a.r.t.e.s.c.r.i.t.a., espécie de laboratório que reune artistas da Universidade (graduandos, mestrandos, doutorandos), em que articula de diversas maneiras e instâncias: palavra, imagem, texto às artes visuais.
Entre junho e de agosto 2013, a artista expôs uma retrospectiva de seus trabalhos, com curadoria de Glória Ferreira, na Fundação Iberê Camargo. Elida Tessler: gramática intuitiva reúne 14 trabalhos que dialogavam, em sua maior parte com a literatura. Por exemplo, em O Homem sem qualidades caça palavras (Coleção MAC-USP),de 2007, a artista retira todos os adjetivos do romance homônimo de Robert Musil (O Homem sem qualidades) e um monta um caça-palavras no espaço expositivo. Já em Meu nome também é vermelho (2009), Tessler parte do romance do escritor turco Orhan Pamuk, de mesmo título, e risca todas as palavras que não fazem referência à cor vermelha. O resultado de sua intervenção é exposto em 200 porta-retratos. Outro exemplo de trabalho que estava na mostra é Você me dá a sua palavra. Desde 2004, a artista coleta palavras de pessoas de seu cotidiano e as grava em prendedores de roupa.
Em 2000, publica Falas Inacabadas: objetos e um poema, ao lado do poeta Manoel Ricardo de Lima.

## Exposições recentes

#### Exposições individuais
- 2013 - Gramática intuitiva – Fundação Iberê Camargo, Porto Alegre, RS.
- 2011  - Você me dá a sua palavra?. A Sala, Centro de Artes da UFPel, Pelotas, RS.
- 2007  - O homem sem qualidades caça palavras. Galeria Oeste, SP.
- 2006  - Me das tu palabra?. Aldaba Arte, México.
- 2005  - Test tubestubos de ensaio. RMIT School of Art Gallery, Melbourne, Austrália.
- 2003  - Vasos Comunicantes. Pinacoteca do Estado, São Paulo.

#### Exposições coletivas
- 2013 - Palabra habitada. Palavraria Livraria-Café, Porto Alegre, RS.
- 2013 - COR, CORDIS. MAC-Paraná.
- 2013 - Los habladores: narrativas en el arte contemporáneo internacional. Biblioteca Luis Ángel Arango, Casa Republicana. Museo Del Banco de La Republica. Bogota, Colômbia.
- 2012 - The Storytellers – Narratives in International Contemporary Art. Stenersen Museum, Oslo, Noruega.
- 2011 - 8° Bienal do Mercosul – Apresentação da instalação IST ORBITA na Garagem do Livro. Componente Cidade não-vista”, Porto Alegre, RS.
- 2011 - Arte contemporânea Brasileira – MAC-USP, São Paulo.
- 2010 - IN TRANSITION. CIFO - Cisneros Fontanals Art Foundation – Miami, EUA.
- 2009 - Nuevas miradas – 14 artistas brasileños contemporaneos. Galeria Fernando Pradilla, Madri, Espanha.
- 2008 - ARCO 08 – Arte Contemporaneo 2008, Madri, Espanha.
- 2008 - Heteronímia Brasil. Museo de America, Madri, Espanha.
- 2008 - CASA/NA/CIDADE- Laerte Ramos e Elida Tessler. Campinas, SP.